# Vallée-du-Ntem
Vallée-du-Ntem är ett departement i Kamerun.   Det ligger i regionen Södra regionen, i den södra delen av landet, 170 km söder om huvudstaden Yaoundé.